# Anilios yirrikalae
Anilios yirrikalae är en ormart som beskrevs av Kinghorn 1942. Anilios yirrikalae ingår i släktet Anilios och familjen maskormar. Inga underarter finns listade i Catalogue of Life.
Denna orm förekommer i norra Northern Territory i Australien och i angränsande regioner av Queensland. Den lever i halvfuktiga savanner. Individerna gräver i lövskiktet och i det översta jordlagret. Honor lägger ägg.
För beståndet är inga hot kända. IUCN listar arten som livskraftig (LC).